# Bošnjanović
Bošnjanović (srbsky Бошњановић) je vesnice v západní části Srbska, administrativně spadající pod opštinu Ljig v Kolubarském okruhu. Vesnice se nachází severozápadně od města Ljig v mírně zvlněné krajině. Jedná se o nesouvislé sídlo, jehož zástavba má podobu oddělených domů na různých svazích. V roce 2011 zde žilo 247 obyvatel, od roku 1961 se počet obyvatel rapidně snižuje. V téže době sem byla zavedena poprvé také elektrická energie.
Z národnostního hlediska je obyvatelstvo v drtivé většině srbské národnosti.